# Ana de Sousa
Ana de Sousa, född 18 augusti 1969, är en portugisisk bågskytt. Hon deltog vid olympiska sommarspelen 1988 och olympiska sommarspelen 1992.